# Björnåstjärnen, Västergötland
Björnåstjärnen är en sjö i Lerums kommun i Västergötland och ingår i Göta älvs huvudavrinningsområde.